# Madame Rosa
Madame Rosa es una película francesa de 1977. Fue una adaptación de la novela La vie devant soi, de Romain Gary bajo el seudónimo de Émile Ajar.

## Premios
- Oscar a la mejor película de habla no inglesa (1978).
- César a la mejor actriz (1978) (Simone Signoret).

## Argumento
Madame Rosa es una ex prostituta judía de cerca de 70 años que sobrevivió a un campo de concentración; que se gana precariamente la vida dando albergue temporal en su casa de París a los hijos no deseados de las prostitutas del barrio. 
Su edificio está lleno de personajes pintorescos. El conserje M. Mimoun es árabe. En el segundo piso está Charmette, un francés en su piso está Madame Lola, una mujer trans senegalesa, exboxeadora. En el otro piso viven cuatro fornidos mozos. 
Madame Rosa cuida a doce chiquillos, algunos temporalmente, a los que sus madres acuden a visitar cuando pueden y llevan un poco de dinero. Pero hay cuatro para los que no llega dinero alguno: Momo, un muchacho árabe de 14 años que tiene a Madame Rosa como su única familia. Sabiendo que su salud y sus recursos se están agotando, Madame Rosa trata a Momo como un adulto confesándole sus problemas. El único amigo de Momo es Mail, un anciano. Perturbada por la pena silenciosa del muchacho, Madame Rosa llama al bondadoso doctor Katz que tras comprobar que el único problema del muchacho está en su falta de afecto, se preocupa de la deteriorada salud de Madame Rosa. Aunque se ha hecho con un falso certificado de nacimiento para Momo en donde figura que solo tiene 10 años, las autoridades escolares rehúsan admitirlo en la escuela y el chico se tiene que buscar la vida en la calle, teniendo que prometer a Madame Rosa que jamás permitirá que la internen en un hospital.

## Nueva versión
En 2020, Edoardo Ponti dirige a su madre Sophia Loren en una nueva versión de esta película, La vita davanti a sé.